# Страд, Матвей Аронович
Матвей Аронович Страд (1904—1937) — временно исполняющий должность прокурора автономной республики, член тройки НКВД по Якутской АССР.

## Биография
Родился в семье резника, сына рекрута из 130-го пехотного полка. В 1909 еврейская община из Якутской области выписала его отца на должность исполняющего обязанности раввина, в связи с тем что действующий раввин выехал в Енисейскую губернию. Окончил юридический факультет Иркутского государственного университета, затем из Иркутска вернулся в Якутск. Наизусть знал «Капитал» (мог наизусть цитировать любой отрывок), но не принимался в ВКП(б), так как его отец был раввином. В 1930 тот через газету «Автономная Якутия» отрёкся от раввинского сана по настоянию сыновей. В 1937 становится членом тройки, а также исполняющим обязанности прокурора Якутской АССР. Умер в том же году от почечной недостаточности.

## Семья
- Отец — Арон Хаимович Страд (? — 1941).
- Мать — Раиса Страд (? — ?).
- Брат — Моисей Аронович Страд (1895 — ?).
- Сестра — Ида Ароновна Страд (Гайсинская) (1896 — ?), замужем за Яковом Исааковичем Гайсинским.
- Сестра — Минна Ароновна Страд (1905 — ?).
- Брат — Соломон Аронович Страд (? — ?), после развода убит шальной пулей в Иркутске.
  - Племянник — после гибели отца остался с вернувшимся в Александрию дедом, оба были убиты во время Холокоста на Украине в 1941.
- Брат — Абрам Аронович Страд (? — ?), женился на мусульманке, алданской татарке.